# Ulemosaurus svijagensis
Ulemosaurus svijagensis è un terapside estinto appartenente ai dinocefali. Visse tra il Permiano medio e il Permiano superiore (250-248 milioni di anni fa), e i suoi resti sono stati ritrovati nella Russia europea.

## Descrizione
Noto per alcuni resti quasi completi, questo animale era di corporatura molto massiccia, come gran parte degli appartenenti al gruppo dei dinocefali. Il corpo era a forma di botte, sorretto da quattro zampe robuste e corte. Il cranio possedeva una parte anteriore fornita di grandi incisivi taglienti, mentre la parte posteriore era costituita da ossa notevolmente ispessite. Le dimensioni di questo animale erano notevoli: poteva raggiungere i tre metri di lunghezza e superare i 700 chilogrammi di peso.

## Classificazione
Descritto per la prima volta da Ryabinin nel 1938, questo animale è stato subito classificato all'interno dei dinocefali, un gruppo di terapsidi dal grande cranio. All'inizio l'ulemosauro venne considerato uno stretto parente del ben noto Moschops del Sudafrica, e addirittura alcuni studiosi considerarono le due forme identiche. Successivi studi hanno dimostrato che la forma russa possedeva caratteristiche più primitive.

## Stile di vita
Probabilmente questo animale era completamente terrestre e si cibava di vegetali duri che tagliava grazie ai forti denti posti anteriormente. È possibile che l'ulemosauro vivesse in branchi e che adottasse un qualche tipo di combattimento intraspecifico, a causa dell'ispessimento della calotta cranica, come gli odierni mufloni (Ovis musimon).